# موسى شيرمان
موسى شيرمان (بالإنجليزية: Moses Sherman)‏ هو شخصية أعمال أمريكي، ولد في 3 ديسمبر 1853 في روبرت في الولايات المتحدة، وتوفي في 10 سبتمبر 1932.